# گوردون مک‌ری
گوردون مک‌رِی (انگلیسی: Albert Gordon MacRae; زاده ۱۲ مارس ۱۹۲۱ – درگذشته ۲۴ ژانویهٔ ۱۹۸۶) یک هنرپیشه اهل ایالات متحده آمریکا بود.

## گزیده فیلمشناسی
از فیلم‌ها یا برنامه‌های تلویزیونی که وی در آن نقش داشته‌است می‌توان به آثار زیر اشاره کرد.
- بازگشت مرزنشین (۱۹۵۰)
- اکلاهما! (فیلم ۱۹۵۵) (۱۹۵۵)
- چرخ‌وفلک (فیلم) (۱۹۵۶)